# ポピーザぱフォーマー
『ポピーザぱフォーマー』（POPEE the ぱフォーマー）は、瑞鷹（ズイヨー）とキッズステーションが製作したCGアニメ。

## 概要
2000年1月からキッズステーションで放送。CGアニメーションの制作を模索していた増田龍治が知り合いに頼み込みキッズステーションの空いていた5分枠を担当することとなり、月10万円の低予算を元に制作。CGの製作や編集などの作業は瑞鷹社内で社員が行った。非常に少人数で作られた作品である。
キャラクターや背景が全て3DCGで描かれている、1話5分（本編4分）の短編作品。低予算の為、最終話を除きキャラクターボイスによる台詞や字幕は一切無いのが特徴である。この他に背景処理を軽減すべく砂漠を舞台とする、出すキャラクターは当初2人までとする、同じシーンを使い回す演出を入れる、重いCGモーションと軽いCGモーションのエピソードを繰り返す等といった節約策がとられた。
スタート時は1クール13話の予定だったが、人気の為に放送中に2回延長されて全39話となった。キッズステーションが制作に加わった初のアニメーションであり、局のステーションIDや次の番組予告にも使用され、またスペシャル番組が制作されて清水香里と青柳常夫が出演し、何度か放送されていた。2002年末から翌年へのカウントダウン番組なども制作され、クレー射撃、ボーリング、古式泳法、マラソン、障害物競走、ゴルフ、剣道というスポーツを題材にした7つのエピソードも作られた。また、原作者である龍治・若子による漫画化作品が講談社「月刊マガジンZ」で連載されていた。
2017年にはキッズステーションから続編制作のオファーが龍治に寄せられたが、制作過多となっているアニメ業界の雰囲気を鑑みて辞退した。
2023年4月、主題歌とサウンドトラック収録曲が、各ダウンロード・サブスクリプションサービスで配信開始された。また併せて日本コロムビアの公式YouTubeチャンネルにて主題歌『ポピー the クラウン」』のオフィシャル・ミュージック・ビデオが公開された。

## 作品内容
ウサギの被り物をした見習いクラウンの「ポピー」と仮面を被った謎の動物「ケダモノ」らによる、シュールでブラックユーモア溢れるドタバタギャグコメディサイレントアニメである。
爆弾を炸裂させる・やたらと凶器を振り回して登場人物を切断する・登場人物を銃で射殺する・登場人物を食べる・登場人物を車で引き摺り回す・剣を飲み込むなど、子供向けアニメとは思えない刺激の強い残虐な描写･表現が多い。このため、体裁上子ども向けチャンネルであるキッズステーションでは、放送を自粛した回も2話存在している（後述参照）が、デザインと3DCGの特性を生かした演出の妙がシュールな不条理ギャグへと転化させている。

## 登場キャラクター
基本的にキャラクター達は決まった言語を喋る事はないが、叫び声や鳴き声などは存在する。
ポピー
主人公。17歳。多分男子。ウサギの耳のような装飾のついたかぶりものを常時身につけている。マジック･玉乗り･パントマイムなど毎日様々な芸を磨いているが、何時も失敗しては自分より芸が上手いケダモノに嫉妬してトラブルを引き起こす。性格はマイペースなのんびり屋。子供のように無邪気だが非常に嫉妬深く、周りを巻き込んで騒動を引き起こしても知らぬ顔をするずるい一面もある。初期のころは暴走しがちで一番のトラブルメーカーだったが、パピーが登場してからはむしろ一番ひどい目に遭う役になってしまった。
名前の由来はケシを意味する「poppy」から。また11話ではポピーが笑い声や呻り声を発した事がある。
また、上述の漫画版には妹が登場する他、設定資料の中に帽子を脱いだポピーも描かれている。
ケダモノ
ポピーの助手。オオカミの子供らしいが、本当は何の動物なのかは不明。年齢は5歳。何時も被っているお面は何枚も重なっており、古い仮面を捨てて新しい仮面に変わる事で感情を表現している。普段は臆病で繊細だが、食いしん坊であり、好物のフライドチキンを見ると何もかも見捨てて飛びつく浅ましい一面もあるなど、時にその食欲が暴走して九死に一生を得たり騒動が悪化する事もしばしば。全体的にポピーより芸が上手く、特にパントマイムは最早芸の域を超えて超能力に近い。毎日ポピーの身勝手な行動や嫉妬に振り回され、悲惨な目に遭いやすい損な役だが、お人好しで友達思いな一面もあり、そこまでポピーを嫌っているわけではない。また意外に機転が利くときもあり、騒動でポピーとパピィが死亡しても彼だけ生き残った事もある。仮面は干されていたり、磨いていたりしているが仮面が完全に外れて素顔を晒すシーンは一切無く、落ちた仮面の行方も含めて謎に包まれている。
パピィ（パピー）
第14話から登場したポピーの父。太陽を模した被り物とオカマのようなクネクネした踊りや動き方が特徴で、ポピーは「自分の父親は絶対他にいる」と信じている。性格はポピー以上にマイペースで、いつも飄々としてまわりの状況をいっさい鑑みることなく、勘違いしたままわが道を進む。その行動原理の不可解さはポピーでさえ理解に苦しみ、ポピーに殺されそうになった瞬間にケダモノと入れ替わったり、ポピーの繰り出した巨大ナイフによる斬首を避けるために自分で首を外したり、催眠術でポピーの身体を乗っ取ったり、太陽を真っ二つにしたり月を投げ飛ばしたり等、人間離れした技を披露する事もある。
カエル
第7話から登場した、いつの間にかヴォルフ・サーカス団に住み着いていた蛙。ポピー達の騒ぎに巻き込まれ死亡する事もあるが、本人はいつも冷静を保っている。最終話では唯一言葉を発した。制作状況の厳しさから増田監督がゲーム会社の友人に自腹で1万円を渡してカエルのみを別途モデリングしてもらった。
観客
第2話から登場。実態は壁に描かれたただの落書きで、もちろん喋ることはできないが、時折歓声のようなものが聞こえることがある。
パオラ
第14話から登場した、パピィのペット。頭は生きたゾウで身体は車の乗り物。頭は取り外し可能であり、外されている間は意識は無い。車体には愛着がある様で、ポピーに新たな車体に移された時には猛抗議して元に戻ろうとした。ちなみにこの世界では動物の首が付いている乗り物は一般的らしく、新車カタログすら存在する。パピィやケダモノとは相性も良いようだが、ポピーには意地悪である。
宇宙人 (グレイ)
第5話から登場した、グレイ型の小柄な宇宙人。普段は空飛ぶ円盤の中で暮らしているが、たまに登場してもUFOを撃墜されたり、ポピーの吐いた炎で火達磨になったり、鍋でスープとして煮込まれたり、無理難題を吹っ掛けられパピィ達にジャーマンスープレックスをかけられたりと、とにかく不遇である。パピィとは大学時代に知り合ったらしく、パピィの謎の儀式によって召喚された事もある。
UFOガールズ
第5話から登場した、ケダモノがよく見ているテレビ番組に登場する2人の女性。フライドチキン片手に彼女たちが踊る番組を見るのが、ケダモノの安らぎの時間である。
蠍
第17話から登場した、サーカスの中に時々現れる緑色の蠍。その毒は強力で、ポピーも死にかけたことがある。ピンク色の彼女らしき個体がいたが、2匹ともパピィに潰されてしまった。それがきっかけで、パピーは新しいOPのアイディアが閃いた。
神
第26話から登場した、巨大な頭部だけの石像。普段はサーカスの外に広がる砂漠に横たわっているが、ケダモノがポピーに襲われた時は目からビームを発射してポピーを懲らしめたり、時を止める時計を授けたり等、ケダモノの強い味方となっている。しかしどんな小さな悪意にも非常に敏感なため、時にはケダモノも制裁を受けることがある。

## スタッフ
スタッフロールでは役柄に誇大な修飾がなされている。
- 原作・監督・脚本・演出 - 増田龍治
- キャラクターデザイン・美術設定 - 増田若子
- 編集・モデル制作 - 村井昌平
- CGアニメーション - 村井昌平、伊藤敬之
- 音楽 - 手塚理
- スーパーバイザー - 吉田健次郎
- 制作 - 添田弘幸、高橋茂美、高橋友茂
- 製作 - 瑞鷹（ズイヨー）、キッズステーション、日本コロムビア

## 主題歌
オープニングテーマ・エンディングテーマ「POPEE the クラウン」
作詞 - 平出よしかつ / 作曲・編曲 - 手塚理 / 歌 - 青柳常夫（日本コロムビア）
本編で使われたオリジナルバージョンと日本語翻訳バージョンの2種類が存在する。
2023年4月、主題歌及びサウンドトラックなど作品で使用されたすべての楽曲が各種音楽配信サービスにて配信開始。

## 各話リスト
1. 「MAGIC」（手品）
2. 「LIMBO」（リンボー）
3. 「ACROBATICS」（曲芸）
4. 「KNIFE THROWAR」（ナイフ投げ）
5. 「FIRE BREATHER」（火吹き）
6. 「PANTOMIME」（パントマイム）
7. 「KARATE SHOW」（空手ショー）
8. 「FIRE RING」（火の輪くぐり）
9. 「MIMIC」（ものまね）
10. 「GUNMAN」（ガンマン）
11. 「SWALLOWER」（飲み込み芸）
12. 「ESCAPE SHOW」（脱出劇）
13. 「DANCE」（ダンス）
14. 「GREAT MAGIC」（グレートマジック）
15. 「MIRAGE」（蜃気楼）
16. 「STOP THE GUN」（弾丸止め）
17. 「POISON」（毒薬）
18. 「ELEPHANT」（ゾウ）
19. 「DREAM」（夢）
20. 「HYPNOTISM」（催眠術）
21. 「SUPER STRENGTH」（怪力芸）
22. 「PREDECTION」（予言）
23. 「GHOST」（幽霊）
24. 「MEDICINE」（薬）
25. 「SAMURAI」（侍）
26. 「MONOCYCLE」（一輪車）
27. 「KNIFE GAME」（ナイフゲーム）
28. 「ALIEN」（異人）
29. 「DARK SIDE」（ダークサイド）
30. 「VS GOD」（敵は神様）
31. 「SLEEP」（眠り）
32. 「IN THE MIND」（心の中）
33. 「MIRROR」（鏡の世界）
34. 「OPENING」（オープニング）
35. 「MY CAR」（愛車）
36. 「ERASER」（消しゴム）
37. 「LONELINESS」（独り）
38. 「TIME」（時間）
39. 「FACE」（顔）
40. ポピーザぱフォーマーカウントダウンスペシャル2002「番組オープニング、年越しカウントダウン映像、スポーツ短編（クレー射撃、ボーリング、古式泳法、マラソン、障害物競走、ゴルフ、剣道）」

### 未放送・封印された回
いずれもDVDには収録されている。
第11話"SWALLOWER"
一度は放送されたものの、「ポピーが剣を飲み込んで串刺しになり、それが元となった騒動によって車で引き摺り回され大流血する」というあまりに過激な内容だったため、その後は放送されなくなった。増田龍治は「寂しい音楽のためいつもより暗いというネットの意見ののち再放送されなくなった」と述懐している。
第27話"KNIFE GAME"
ポピーの三本指についてクレームが入ることを懸念する意見に関連し、「もともとは5本指であった」という追加設定を表すエピソードとされていたが、カエルがナイフで細かく切り刻まれてしまう描写やナイフ遊びの真似をする懸念があったため、キッズステーションはこの回の放送を自粛した。なお、三本指については「CG制作の負担軽減」が主な理由となっている。
一方、編集やアニメーションを担当した村井昌平によると、自粛したのは放送ではなく再放送であったと言う。当時の番組表や紹介ページによる放送スケジュールにはKNIFE GAMEの放送日と放送時間が表記されている。

## 放送局
キッズステーションで放送されていた。BS局BS-i、地上波局tvkやチバテレビ、サンテレビ、テレビ北海道などでも後に放送されていた。2007年3月よりバンダイチャンネルキッズにてインターネット配信もされていた。

## 関連商品
DVD・CDとも発売は日本コロムビア。

### DVD
DVDは2002年、レンタル版（DVD、VHS）は2004年の発売。
- ポピーザぱフォーマー Vol.1
- ポピーザぱフォーマー Vol.2
- ポピーザぱフォーマー Vol.3
- ポピーザぱフォーマー DVD-BOX
- POPEE the MANIAX笑

### CD
- オリジナル・サウンドトラック『P.O.S.T.&K.O.T.』
- POPEE the クラウン：歌 - 青柳常夫

### 漫画
講談社・マガジンZ連載。2002年12月初版、ISBN 4-06-330193-1。
また、2015年4月に復刊ドットコムより復刻版が刊行されている。

### LINEのスタンプ
LINEクリエイターズスタンプにて若子が書き下ろしのスタンプが発売中である（2022年9月現在）。